# Ils sont tombés
Ils sont tombés est une chanson composée par Georges Garvarentz et écrite et interprétée par Charles Aznavour dont le thème principal est le génocide arménien. Elle fut enregistrée au studio Nova Sound de Londres dans la nuit du 23 au 24 avril 1975 soit exactement soixante ans après la rafle des intellectuels arméniens du 24 avril 1915 à Constantinople. Dans cette version, Charles Aznavour est accompagné de Del Newman (nl).

## Genèse
Originellement la chanson était un projet de bande son pour une adaptation cinématographique par Henri Verneuil du roman L'Arménien de Clément Lépidis, adaptation qui ne verra jamais le jour.

## Classements
| Classement    | Meilleure position |
| ------------- | ------------------ |
| France (IFOP) | 14                 |

## Adaptations
- They Fell adaptation en anglais par Herbert Kretzmer et interprétée par Charles Aznavour[2].

- Paroles récitées par Robert Hossein et Rosy Varte en face B de Pour toi Arménie[2].